# 过山蕨
过山蕨（学名：Camptosorus sibiricus）为铁角蕨科过山蕨属下的一个种。